# Słońce też wschodzi
Słońce też wschodzi (ang. The Sun Also Rises) – powieść Ernesta Hemingwaya wydana w Stanach Zjednoczonych w październiku 1926 i rok później w Anglii pod tytułem Fiesta. Opowiada o grupie amerykańskich oraz brytyjskich ekspatriantów, którzy wyruszają z Paryża do Pampeluny na święto Sanfermines, chcąc zobaczyć encierro i walki byków. Pierwsze wydanie powieści spotkało się ze zróżnicowanymi opiniami krytyków.
Inspiracją do napisania tej książki była dla Hemingwaya wycieczka do Hiszpanii w roku 1925. Pracę rozpoczął w swoje urodziny 21 lipca tego samego roku. Wstępny szkic skończył dwa miesiące później. Po krótkiej przerwie, zimą 1926 roku, zaczął wprowadzać do tekstu poprawki. Książka ukazuje życie w Paryżu i ekscytację tłumu podczas hiszpańskiej fiesty. Styl  Hemingwaya krytycy porównali do techniki behawioralnej, podkreślając powściągliwą, niemal telegraficzną narrację, prostotę realistycznego obrazowania i maksymalną oszczędność wypowiedzi protagonistów.
Słońce też wschodzi to powieść z kluczem. Pierwowzorami bohaterów byli przyjaciele Hemingwaya, a fabuła odpowiadała prawdziwym wydarzeniom. Pisarz przedstawił w niej swój pogląd na temat straconego pokolenia, które powszechnie uważano za upadłe, rozwiązłe i bezpowrotnie zniszczone przez pierwszą wojnę światową. Hemingway opisał je jako wytrzymałe i silne. Zajmował się także tematyką miłości, śmierci, ukojenia w przyrodzie i naturą męskości.

## Okoliczności powstania utworu

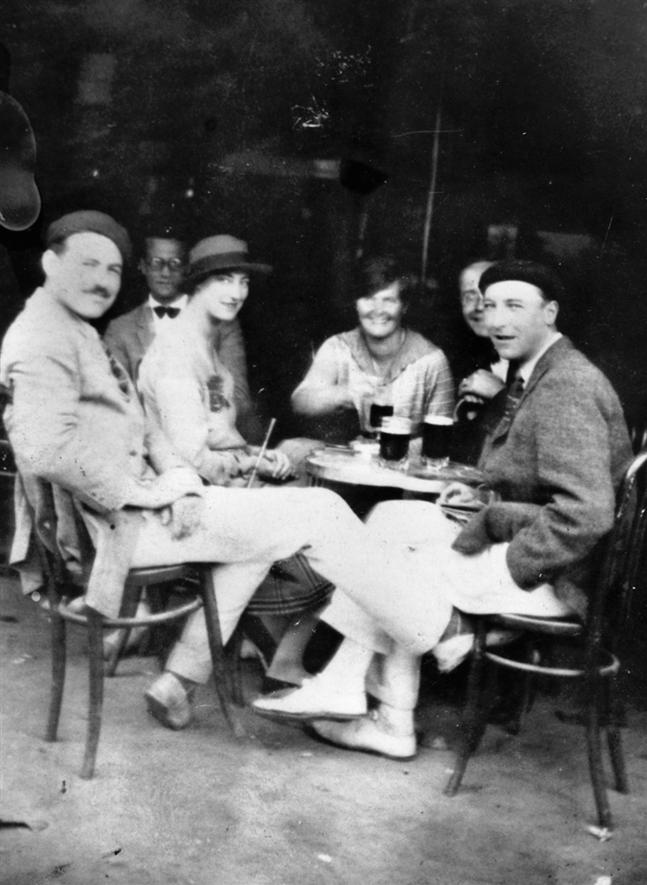
Od lewej: Hemingway, Harold Loeb, Lady Duff Twysden, Hadley Richardson, Donald Ogden Stewart (zasłonięty) i Pat Guthrie w kawiarni w Pampelunie, Hiszpania, lipiec 1925

W latach 20. XX wieku Hemingway mieszkał w Paryżu, gdzie był zagranicznym korespondentem gazety „Toronto Star”. W tym okresie podróżował między innymi do Smyrny, żeby pisać reportaże o wojnie grecko-tureckiej. Zamierzał wykorzystać swoje dziennikarskie doświadczenia, poświęcając się literaturze pięknej. Wierzył przy tym, że pisarz powinien czerpać z własnych przetworzonych przeżyć, a fabuła może nawiązywać do prawdziwych wydarzeń. Według biografa Jeffreya Meyersa „to, co stworzył, było prawdziwsze od tego, co pamiętał”.
W roku 1923 Hemingway, wraz ze swoją żoną Hadley Richardson, po raz pierwszy zobaczył w Pampelunie obchody święta Sanfermines. Zafascynowały go walki byków. Powrócili tam w roku 1924. Towarzyszyli im Eric Dorman-Smith, John Dos Passos i Donald Ogden Stewart z żoną. Z kolei w roku 1925 pojechali tam z Billem Smithem, Haroldem Loebem, lady Duff Twysden i jej partnerem Patem Guthrie. Na miejscu grupa szybko się rozdzieliła. Hemingway zauroczony lady Duff był zazdrosny o Harolda, który wcześniej spędził z nią krótkie wakacje. Loeb zdecydowanie wygrał tę rywalizację, pokonując Hemingwaya także w walce na pięści. W tym konflikcie istotną rolę odegrał także matador Cayetano Ordóñez, którego mistrzostwo przyciągnęło uwagę widzów. Uhonorował on żonę Hemingwaya, ofiarowując jej na oczach publiczności swoje trofeum – ucho zabitego byka.
Hemingway miał zamiar napisać książkę o walkach byków, którą można by zaliczyć do literatury faktu, ale uznał, że tygodnie doświadczeń dały mu wystarczająco dużo materiału do stworzenia powieści. Kilka dni po zakończeniu święta, w dniu swoich urodzin (21 lipca), zaczął pisać Słońce też wschodzi. 17 sierpnia, mając gotowych 14 rozdziałów i roboczy tytuł Fiesta, wrócił do Paryża. Ukończył szkic powieści w dniu 21 września 1925, a w kolejny weekend napisał przedmowę i zmienił tytuł na The Lost Generation (Stracone pokolenie). Książkę poprzedziły dwa motta. Pierwsze – „Wy wszyscy jesteście straconym pokoleniem” – było zdaniem wypowiedzianym przez Gertrude Stein w czasie prywatnej rozmowy, drugie cytatem z Eklezjastesa o przemijaniu pokoleń i niezmiennym porządku rzeczy.
Kilka miesięcy później, w grudniu, Hemingway i jego żona wybrali się do Schruns w Austrii, gdzie spędzili zimę. Tam pisarz zaczął intensywnie poprawiać rękopis. Paulina Pfeiffer dołączyła do nich w styczniu i namawiała go, by – wbrew temu, co radziła mu żona – podpisał umowę z Charles Scribner’s Sons. Hemingway na krótko opuścił Austrię, żeby w Nowym Jorku spotkać się z wydawcami, a po powrocie, podczas postoju w Paryżu, zaczął romans z Pauliną. Wrócił do Schruns i ukończył korektę w marcu. W czerwcu był w Pampelunie zarówno z żoną, jak i z kochanką. Po powrocie do Paryża Hadley wniosła o separację i udała się do południowej Francji. W sierpniu, będąc sam w Paryżu, Hemingway zakończył pisanie, dedykując powieść żonie i synowi. Po publikacji książki w październiku Hadley poprosiła o rozwód. Hemingway scedował na nią tantiemy z powieści.

## Pierwsze wydanie
Hemingway uciekł się do podstępu, żeby zakończyć współpracę z wydawnictwem Boni & Liveright i opublikować Słońce też wschodzi w Charles Scribner’s Sons. W grudniu 1925 szybko napisał opowiadanie Wiosenne potoki (The Torrents of Spring), w którym sparodiował styl Sherwooda Andersona, i wysłał je do swoich wydawców. Kontrakt z Boni & Liveright na trzy książki zawierał klauzulę wypowiedzenia, w wypadku gdy firma odrzuci któreś ze zgłoszonych dzieł. Wydawnictwo, nie chcąc publikować satyry na jednego ze swoich najbardziej poczytnych autorów, zrezygnowało z opowiadania i rozwiązało umowę z Hemingwayem. Kilka tygodni później pisarz podpisał kontrakt ze Scribner’s, które zgodziło się opublikować zarówno Wiosenne potoki, jak i wszystkie jego późniejsze prace.
Scribner’s wydało powieść 22 października 1926 roku. Pierwszy nakład liczył 5090 egzemplarzy po 2 dolary. Cleonike Damianakes zaprojektowała obwolutę. Na ilustracji ukazała siedzącą kobietę w stylu hellenistycznym. Ubrana w chiton, z głową przechyloną na ramię i z zamkniętymi oczami, w jednej ręce trzymała jabłko, odsłaniając ramiona i uda. Redaktor Maxwell Perkins chciał, żeby przyzwoity, ale jednocześnie zmysłowy projekt Damianakes przyciągnął „czytelniczki, od których zależy los wielu powieści”. Dwa miesiące później sprzedano kolejnych 7000 egzemplarzy wznowienia, zamówiono też następne dodruki. Do roku 1928, już po opublikowaniu zbioru opowiadań Mężczyźni bez kobiet (Men Without Women), powieść wznawiano jeszcze 8 razy. W roku 1927 opublikowano ją w Wielkiej Brytanii przez firmę Jonathan Cape pod tytułem Fiesta i z opuszczonymi mottami.
Nowy przekład powieści autorstwa Macieja Potulnego pt. Zaś słońce wschodzi opublikowało Wydawnictwo Marginesy w 2022 roku.

## Fabuła
Dziennikarz Jake Barnes jest amerykańskim ekspatriantem mieszkającym w Paryżu. Zakochał się w lady Brett Ashley, dwukrotnie rozwiedzionej Angielce. Jake gra w tenisa z przyjacielem z uczelni Robertem Cohnem. Później spotyka Brett i hrabiego Mippipopolousa w nocnym klubie. Brett wyznaje Jake’owi miłość, ale oboje wiedzą, że nie mają szans w stałym związku. Nad ich życiem zaciążyła wojna. Jake boryka się z konsekwencjami wstrząsu emocjonalnego, Brett natomiast usiłuje zapomnieć o śmierci narzeczonego, który poległ na froncie.
Do Jake’a dołącza niedawno przybyły z Nowego Jorku Bill Gorton i narzeczony Brett, Mike Campbell, który przyjechał ze Szkocji. Jake i Bill jadą na południe, żeby łowić ryby niedaleko Pampeluny. Po drodze spotykają w Bajonnie Roberta Cohna, który pozostaje w Pampelunie, czekając na spóźniających się Brett i Mike’a. Cohn miał romans z Brett kilka tygodni wcześniej i nadal jest o nią zazdrosny, chociaż wie, że zaręczyła się z Mikiem. Jake i Bill spędzają pięć dni na łowieniu ryb w pobliżu Burguete, a później dołączają do towarzyszy w Pampelunie.
Wszyscy nadużywają alkoholu. Cohn zostaje odrzucony przez resztę grupy, która wyśmiewa go i rzuca antysemickie uwagi. Podczas fiesty bohaterowie piją, oglądają gonitwę byków, uczestniczą w corridzie i kłócą się ze sobą. Jake poznaje Brett z 19-letnim matadorem Romero. Kobieta jest nim zauroczona i zaczyna go uwodzić, co sprawia, że między mężczyznami narasta napięcie. Cohn, który w szkole trenował boks, walczy na pięści z Jakiem, Mikiem i Romero. Mimo odniesionych obrażeń Romero wraca na arenę.
Po zakończeniu fiesty bohaterowie opuszczają Pampelunę. Bill wyjeżdża do Paryża, Mike zostaje w Bajonnie, a Jake trafia do San Sebastián w północno-wschodniej Hiszpanii. Gdy chce wracać do Paryża, dostaje telegram od Brett, która pojechała do Madrytu z Romero. Odnajduje ją w tanim hotelu, bez pieniędzy i porzuconą przez kochanka. Kobieta oświadcza, że postanowiła wrócić do Mike’a. Powieść kończy się, gdy Jake i Brett jadą taksówką i rozmawiają o tym, co mogłoby się wydarzyć.

## Motywy

### Miłość i kobiety
Dwukrotnie rozwiedziona Brett Ashley uosabia wyzwoloną emancypantkę. Zdaniem Jamesa Nigela  jest jedną z najbardziej fascynujących kobiet amerykańskiej literatury XX wieku. W Paryżu uczestniczy w nocnym życiu, uprawiając seks z wieloma mężczyznami. W Pampelunie natomiast jest źródłem konfliktów: w jej obecności bohaterowie za dużo piją i wszczynają bójki. Brett uwodzi młodego toreadora Romero i podczas fiesty zostaje uznana za Kirke. Krytycy opisywali ją jako złożoną, nieuchwytną i enigmatyczną. Według Donalda Daikera Hemingway zrównoważył cechy pozytywne i negatywne tej postaci. Niektóre z jej zalet (wrażliwość, łatwość przebaczania czy niezależność) pisarz zestawił z wadami innych kobiet, zazwyczaj prostytutek lub arogantek.
Nagel uznał, że ta powieść ma wymowę tragiczną. Jake i Brett są w związku, który stał się toksyczny, ponieważ ich miłość nie może zostać skonsumowana. Walka o Brett niszczy męską przyjaźń, a jej zachowanie w Pampelunie negatywnie wpływa na reputację Jake’a wśród Hiszpanów. Meyers postrzegał Brett jako kobietę, która pragnie seksu bez miłości, a która dostaje miłość bez seksu. Chociaż Brett sypia z wieloma mężczyznami, ciągle kocha tylko Jake’a. Dana Fore stwierdziła, że Brett jest w stanie być z Jakiem pomimo jego słabości i wytrwać w nietradycyjnym związku erotycznym. Inni krytycy, tacy jak Leslie Fielder i Nina Baym, opisywali ją jako „wzorcową dziwkę”.
Związek Brett i Jake’a odbierano w różny sposób. Daiker uważał, że zachowanie kobiety w Madrycie po tym, jak odchodzi Romero i przybywa Jake, ukazuje jej stałość w uczuciach. Według Scotta Donaldsona autor opisał ten związek sugerując, że Jake, mając Brett za przyjaciela, dostaje coś za nic i po pewnym czasie będzie tego żałował. We fragmencie, który został ostatecznie usunięty z końcowej wersji, Jake stwierdza, że wiele można się dowiedzieć o kobiecie, z którą się nie sypia. Pod koniec powieści Jake przechodzi przemianę i dystansuje się od Brett. Reynolds uważał, że Jake jest typem „everymana” i w trakcie opisanych zdarzeń traci honor, wiarę i nadzieję. Krytyk uznał powieść za moralitet, a Jake’a za osobę, która przegrywa najwięcej.

### Męskość
Krytycy uznali, że Jake jest mężczyzną o nieokreślonej seksualności. Ira Elliot sugerował, że dla Hemingwaya homoseksualizm oznaczał nieautentyczny styl życia, a Jake’a porównał do homoseksualistów, ponieważ podobnie jak oni nie uprawiał on seksu z kobietami. Jake zaczął nienawidzić samego siebie, gdyż czuł się mało wiarygodny i nie widział w sobie cech męskich. Elliot rozważał, czy Jake stracił je z biegiem czasu, czy też zawsze był utajonym homoseksualistą.
Przeciwieństwem Jake’a jest Romero reprezentujący cechy typowo męskie: pewność siebie, odwagę, odpowiedzialność i praworządność. Cathy i Arnold Davidson zauważyli, że te właśnie cechy przyciągnęły Brett do toreadora i zastanawiali się, czy Jake nie próbował podczas spotkania zakwestionować jego męskości.

### Antysemityzm
Hemingway został nazwany antysemitą, przede wszystkim ze względu na sposób opisania Roberta Cohna. Pozostali bohaterowie często podkreślają, że Cohn jest Żydem. Odrzucony przez członków grupy, Cohn uchodzi za odmieńca, który nie może lub nie chce przyłączyć się do fiesty. Zdaniem Susan Beegel Hemingway nigdy nie pozwala czytelnikowi zapomnieć o żydowskim wyznaniu Cohna, który nie integruje się z grupą. Według niej nie jest to osoba odpychająca, która okazuje się Żydem, ale osoba odpychająca, ponieważ jest Żydem.
Pierwowzorem Cohna był Harold Loeb, pisarz, który rywalizował z Hemingwayem o uczucia lady Duff, będącej inspiracją dla postaci Brett. Biograf Michael Reynolds uważał, że w 1925 roku Loeb powinien był odrzucić zaproszenie na przyjazd do Pampeluny. Przed podróżą był kochankiem lady Duff i przyjacielem Hemingwaya, po fieście stracił uczucie kobiety i przyjaźń pisarza. Hemingway wykorzystał Loeba, żeby stworzyć osobowość, którą da się określić stereotypowym zwrotem „bogaty Żyd”.

## Opinie krytyków
Powieść Słońce też wschodzi zaraz po wydaniu była różnie oceniana przez krytyków literackich i dziennikarzy, jednak obecnie uznawana jest za jedno z najważniejszych dzieł Hemingwaya. Conrad Aiken z „New York Herald Tribune” stwierdził, że nie widział jeszcze tak dobrze napisanych dialogów. Bruce Barton z „The Atlantic” uznał, że Hemingway pisze tak, jakby nigdy wcześniej nie przeczytał żadnej książki, a swój styl narracyjny stworzył sam. Dobrze ocenił też bohaterów, uważając ich za prawdziwych i wyrazistych.
Część recenzentów oceniła powieść negatywnie. Dziennikarz z „Chicago Daily Tribune” napisał, że Słońce też wschodzi jest jedną z tych książek, które wzbudzają irytację. Krytyk z magazynu „The Dial” określił postacie jako płytkie i nieinteresujące. Podobnego zdania był redaktor z „The Nation and Atheneum”, który uważał bohaterów za nudnych, a powieść za nieistotną. Według redakcji magazynu „The Cincinnati Enquirer” powieść „niczym się nie zaczyna i nigdzie nie kończy”.
Według krytyka Michaela Reynoldsa powieść Słońce też wschodzi mogła zostać napisana tylko w 1925 roku, ponieważ wiernie oddaje klimat okresu pomiędzy I wojną światową a wielkim kryzysem. Przez wiele lat po publikacji powieść krytykowano za wątki antysemickie związane z postacią Roberta Cohna.

## Adaptacje i wpływ na popkulturę
Popularność powieści została zauważona na Broadwayu i w Hollywood. W 1927 dwóch producentów z Broadwayu chciało przenieść ją na scenę, jednak nie złożyli żadnych propozycji. Hemingway rozważał nawiązanie kontaktu bezpośrednio z Hollywood i poprosił swojego wydawcę Maksa Perkinsa, żeby nie przyjmował ofert poniżej 30 tysięcy dolarów, gdyż kwotę chciał w całości przekazać Hadley Richardson. Pierwsza ekranizacja powieści weszła na ekrany kin w 1956 roku. Brett zagrała Ava Gardner, a Jake’a Tyrone Power. Druga adaptacja pojawiła się w roku 1984 w amerykańskiej telewizji NBC. W głównych rolach wystąpili Hart Bochner, Jane Seymour i Robert Carradine. Tantiemy z obu produkcji trafiły do Richardson.
Słońce też wschodzi szybko stało się kultową powieścią młodzieży akademickiej. Książka wprowadziła modę na Paryż, narzuciła określony styl rozmów i skłaniała do rozwijania romantycznej wrażliwości. Młode kobiety w Ameryce, stylizując się na główną bohaterkę, ścinały włosy na krótko i nosiły pulowery. Próbowały też zachowywać się tak jak ona i naśladować jej cechy charakteru. Tekst powieści stał się wzorem dla amerykańskich pisarzy XX wieku.